# Альдобрандинская свадьба
«Альдобранди́нская свадьба» (итал. Matrimonio Аldobrandino, Nozze Aldobrandine) — античная фреска, обнаруженная в 1601 году в Риме, на Эсквилинском холме вблизи арки Галлиена, на том месте, где некогда находились сады Мецената. Своё название получила от имени кардинала Чинцио Пассери Альдобрандини, который был её первым владельцем. Фреска находилась на вилле Альдобрандини в Риме. Через два столетия она перешла по наследству к членам семьи Боргезе, которые продали её за 10 000 скуди папе Пию VII. С 1818 года фреска находится в Ватиканской апостольской библиотеке, в зале «Свадьбы Альдобрандини» (итал. Sala delle Nozze Aldobrandine).
Копия с фрески работы неизвестного итальянского художника начала XVIII века имеется в Санкт-Петербургской Академии художеств. Другие копии и реплики — во многих музеях мира.

## Атрибуция фрески
Фреска, вероятно, была украшением верхней части стены жилого дома богатого римлянина, сохранилась не полностью, уцелела лишь её часть: фриз высотой 0,92 м и длиной 2,42 м. Ранее это уникальное произведение считали повторением картины эллинистического периода IV в до н. э., позднее — оригинальным произведением времени правления императора Августа конца I в. до н. э. — начала I в. н. э.
Фреска предположительно изображает брачную церемонию. На картине представлены десять фигур, разделённых на три группы. Центральную часть композиции занимает ложе, на котором восседает задрапированная в белое покрывало и погружённая в свои думы невеста. С ней беседует Афродита, у изголовья — прекрасный юноша Гименей с украшенной плющом головой, он возлежит на пороге и наблюдает за сценой любовных убеждений. Рядом, облокотившись на невысокую колонну, стоит Харита или Пейто, богиня убеждения и спутница Афродиты, наливающая ароматическое масло из флакона в раковину. Слева видны женщины, приготовляющие обычную ножную ванну; справа, возле покоя невесты, сидит ожидающий жених, а в преддверии три женщины заняты жертвоприношением и пением свадебных песен.

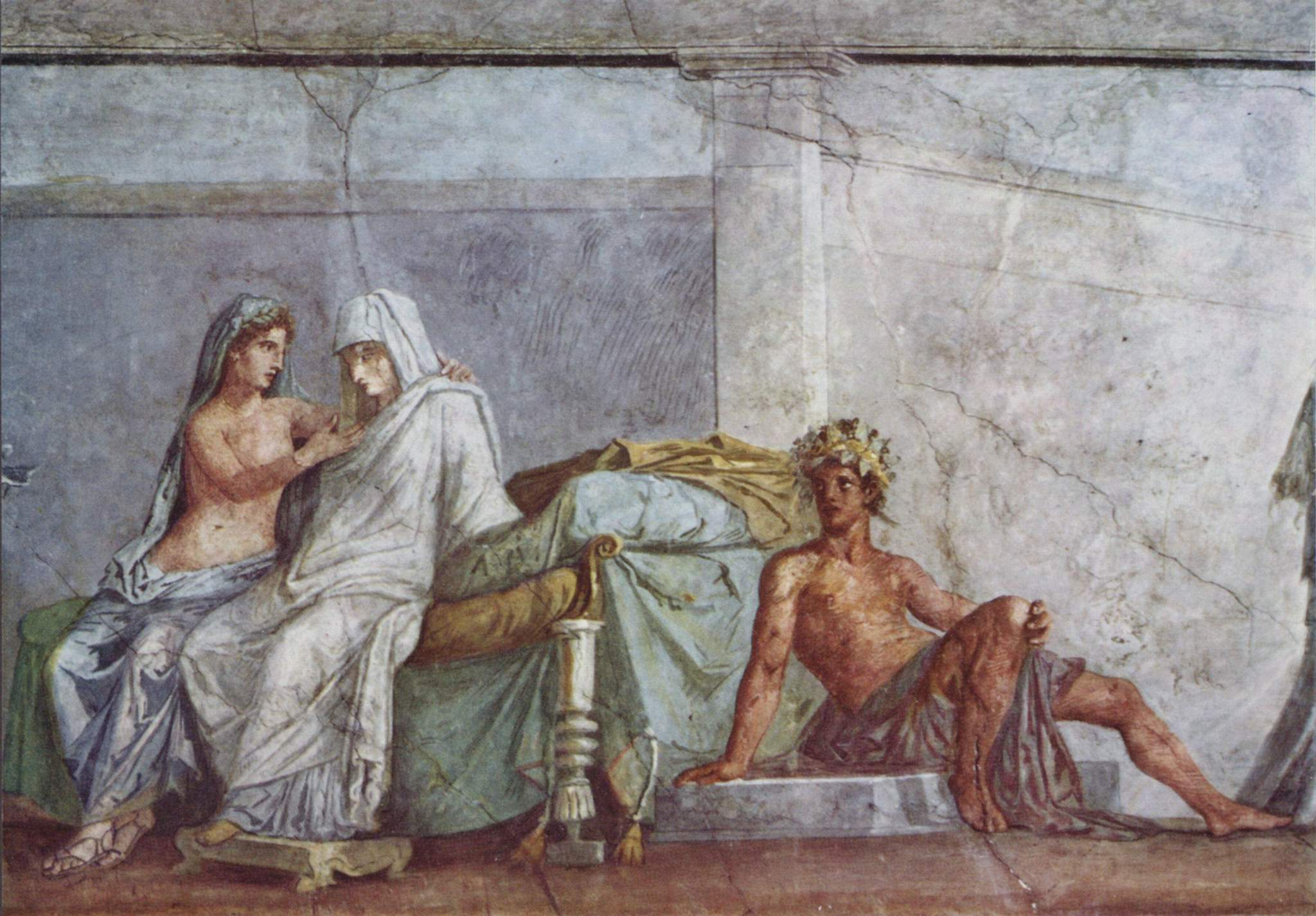
Альдобрандинская свадьба. Деталь фрески

Сюжет композиции остаётся неясным. И. И. Винкельман видел в этой картине изображение свадьбы Пелея и Фетиды. В иных интерпретациях— свадьбы Париса и Елены, либо просто изображение бытовой сцены. Другая гипотеза, сформулированная в XVIII веке Луиджи Дутенсом, предполагает изображение свадьбы Александра Великого и Роксаны. Эти интерпретации оставались хрестоматийными до 1994 года, когда Франц Мюллер увидел во фреске сцену из трагедии «Ипполит» Еврипида.
Немецкий археолог и филолог К. А. Бёттигер предположил, что на фреске изображена не обычная свадьба, а, как и в росписях знаменитой Виллы Мистерий, мистическое бракосочетание, являющееся частью дионисийского культа. Композиция, таким образом, представляет посвящение в жрицы.

## Особенности композиции и стиля
Фреска «Альдобрандинская свадьба», даже во фрагментарном виде, интересна особенным построением изобразительного пространства. В композиции отсутствует единство места и времени. Часть фигур показана на фоне наружной стены дома, другая — внутри. Все фигуры находятся на переднем плане, на уровне условной, слегка холмистой земли, причём левая часть фрески дана с более высокой точки зрения, а правая — с низкой. Фигуры промоделированы светотенью, но тени не падают в одну сторону, они разнонаправлены и только зрительно «прикрепляют» фигуры к земле. Отсутствие пространственной связи между фигурами, лишь отчасти объясняемое их фризовым расположением, свидетельствует не о перспективе, а о явлении аспективы («осязательного», а не далевого восприятия). Такой способ в целом характерен для античной живописи. В то же самое время фреска впечатляет необычайной свободой манеры и техники письма. Очаровательна Харита, «богиня женских радостей». Это подлинный «импрессионизм античного искусства».
«В росписях I—III веков н. э., — писал Г. И. Соколов, — не сохранилось ничего равного „Альдобрандинской свадьбе“, художественные особенности которой несомненно отразили живописные приёмы эллинизма, не получившие далее своего развития на почве римской империи, всё более предпочитавшей роскошь и помпезность форм».

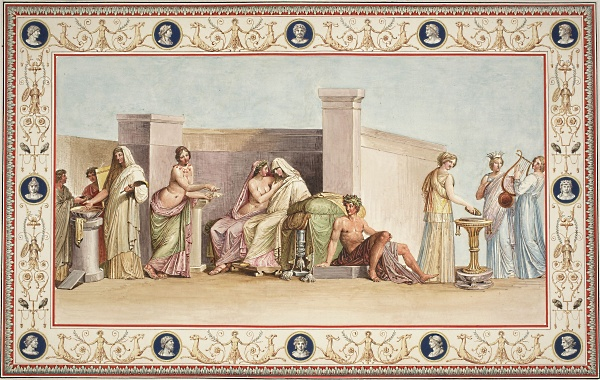
Альдобрандинская свадьба. Раскрашенный акварелью офорт Марко Карлони по рисунку Ф. Смуглевича и В. Бренны. 1776. Национальный музей, Варшава

## Значение в истории искусства
С момента своего открытия «Альдобрандинская свадьба» вызывала восхищение художников, писателей и коллекционеров произведений искусства. Высоко оценил это произведение живописец итальянского маньеризма Ф. Цуккаро, который по заказу Альдобрандини в 1605—1609 годах осуществлял реставрацию фрески. Последующие реставрации проводили в 1814—1818 и в 1962 годах.
Итальянский учёный, меценат и коллекционер Кассиано даль Поццо, впечатленный иконографией и гармонией красок, не колеблясь, осознавая значение этого шедевра, в 1627 году заказал Пьетро да Кортоне гравюру с фрески и поручил мастеру распространить её для обсуждения с крупнейшими европейскими художниками и учёными того времени. В дискуссии приняли участие Н.-К. Фабри де Пейреск, П. П. Рубенс, А. Ван Дейк, Н. Пуссен.
П. С. Бартоли в 1674 году создал акварельную реплику фрески и гравюру с неё на двух листах. По настоянию Дж. П. Беллори гравюра была опубликована во втором издании П. С. Бартоли «Admiranda romanorum antiquitatum ac veteris sculpturae vestigia» (1693). Акварель Бартоли приобрела значение эталонного изображения, которое со временем даже стала заменять оригинал, в то время как комментарий Беллори считали канонической интерпретацией, принятой в художественных руководствах и словарях. Работу Бартоли расхваливал А. Фелибьен, её воспроизвёл И. фон Зандрарт в «Немецкой академии зодчества, ваяния и живописи» (Teutsche Academie der Edlen Bau-, Bild- und Mahlerey-Künste; 1679). Французский дипломат Э.-Ф. де Шуазёль поместил изображение «Свадьбы» в воображаемой «Галерее видов Древнего Рима», которую он заказал живописцу Дж. П. Панини, а астроном Ж. Лаланд в «Путешествии из Франции в Италию» (1765—1766) сравнил античное произведение с фресками Доменикино (в то время этого болонского живописца называли «вторым Рафаэлем»).
В период неоклассицизма возобновлению интереса к фреске способствовали открытия стенных росписей в раскопках Геркуланума и Помпей. «Альдобрандинская свадьба» была источником вдохновения для В. Камуччини и Ж. Л. Давида.
«Альдобрандинской свадьбой» восторгался И. В. фон Гёте.